# Eucalyptus baueriana
Eucalyptus baueriana, boj de hojas redondas o boj azul, es una especie de eucalipto perteneciente a la familia de las mirtáceas.

## Descripción
Es un árbol de talla pequeña a grande con la corteza rugosa  y persistente en el tronco y ramas; también es fibrosa, escamosa, verde claro con parches más claros casi blancos.
Las hojas adultas son pedunculadas, redondas a ampliamente ovadas, onduladas, de 10 x 7.5 cm, verde claras y delgadas, los árboles están usualmente maduros en la fase juvenil de las hojas.
Las flores blancas aparecen a finales de primavera y a principios del verano.

## Distribución
Su distribución es desde la costa este de Victoria (con pocas ocurrencias en el interior) extendiéndose hasta el norte hasta  Nueva Gales del Sur al norte de Sídney.

## Taxonomía
Eucalyptus baueriana fue descrita por Johannes Conrad Schauer y publicado en Repertorium Botanices Systematicae. 2(5): 924. 1843.
Etimología
Eucalyptus: nombre genérico que proviene del griego antiguo: eû = "bien, justamente" y kalyptós = "cubierto, que recubre". En Eucalyptus L'Hér., los pétalos, soldados entre sí y a veces también con los sépalos, forman parte del opérculo, perfectamente ajustado al hipanto, que se desprende a la hora de la floración.
baueriana: epíteto específico otorgado en honor a Ferdinand Bauer.
Sinonimia
- Eucalyptus fletcheri F.Muell. ex R.T.Baker, Proc. Linn. Soc. New South Wales 25: 682 (1901).[7]